# Kanton Rennes-1
Der Kanton Rennes-1 (bretonisch Kanton Roazhon-1) ist seit 2015 ein französischer Wahlkreis im Arrondissement Rennes, im Département Ille-et-Vilaine und in der Region Bretagne. 

## Geschichte
Der Kanton entstand 2015 mit der Neuordnung der Kantone in Frankreich aus Teilen von aufgelösten Kantonen in der Stadt Rennes.

## Lage
Der Kanton liegt im Zentrum des Départements Ille-et-Vilaine.
Der Kanton umfasst mehrere Quartiere der Stadt Rennes und zählt 41.681 Einwohner.

## Politik
Im 1. Wahlgang am 22. März 2015 erreichte keines der sechs Wahlpaare die absolute Mehrheit. Bei der Stichwahl am 29. März 2015 gewann das Gespann Marc Hervé/Emmanuelle Rousset (beide PS) gegen Amélie Dhalluin/Philippe Le Bouec (beide Union de la Droite) mit einem Stimmenanteil von 55,74 % (Wahlbeteiligung:48,08 %).
| Vertreter im conseil général des Départements | Vertreter im conseil général des Départements | Vertreter im conseil général des Départements |
| Amtszeit                                      | Name                                          | Partei                                        |
| --------------------------------------------- | --------------------------------------------- | --------------------------------------------- |
| 2015–                                         | Marc Hervé Emmanuelle Rousset                 | PS                                            |